# قنطريون صيفي
القنطريون الصيفي واسمه العلمي (باللاتينية: Centaurea solstitialis) نوع نباتي ينتمي إلى جنس القنطريون من الفصيلة النجمية.

## الموئل والانتشار
موطنه المشرق العربي ووادي النيل والمغرب العربي وتركيا ومعظم مناطق أوروبا.